# Eragrostis conertii
Eragrostis conertii är en gräsart som beskrevs av Wolfram Lobin. Eragrostis conertii ingår i släktet kärleksgrässläktet, och familjen gräs.
Artens utbredningsområde är Kap Verde. Inga underarter finns listade i Catalogue of Life.